# 日置郡
- 令制国一覧 > 西海道 > 薩摩国 > 日置郡
- 日本 > 九州地方 > 鹿児島県 > 日置郡

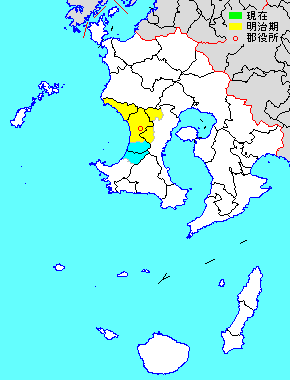
鹿児島県日置郡の位置（水色：後に他郡から編入した区域）

日置郡（ひおきぐん）は、かつて鹿児島県（薩摩国）に存在した郡。

## 郡域
1879年（明治12年）に行政区画として発足した当時の郡域は、下記の区域にあたる。
- いちき串木野市の全域
- 日置市の大部分（吹上町小野、吹上町田尻、吹上町与倉以南を除く）
- 鹿児島市の一部（花尾町、東俣町、川田町、油須木町、郡山町、西俣町、石谷町、春山町以西）

## 歴史

### 近世以降の沿革
- 明治初年時点では全域が薩摩鹿児島藩領であった。「旧高旧領取調帳」に記載されている、当時の村は以下の通り[1]。（50村）
  - 串木野郷（一部） - 上名村、下名村、荒川村（現・いちき串木野市）
  - 市来郷 - 湊村、大里村、川上村（現・いちき串木野市）、湯田村、養母村、長里村、伊作田村、神之川村（現・日置市）
  - 日置郷 - 日置村、山田村（現・日置市）
  - 吉利郷 - 吉利村（現・日置市）
  - 永吉郷 - 永吉村（現・日置市）
  - 郡山郷 - 郡山村、油須木村、川田村、西俣村、東俣村、厚地村（現・鹿児島市）
  - 伊集院郷 - 上神殿村、下神殿村、桑畑村、野田村、大田村、寺脇村、下谷口村、清藤村、猪鹿倉村、古城村、恋ノ原村、苗代川村、郡村、徳重村、麦生田村、土橋村、竹之山村、中川村、宮田村、飯牟礼村、神之川村（現・日置市）、上谷口村、春山村、福山村、石谷村、直木村、入佐村、有屋田村、岳村（現・鹿児島市）
- 明治4年7月14日（1871年8月29日） - 廃藩置県により鹿児島県の管轄となる。
- 明治12年（1879年）
  - 2月17日 - 郡区町村編制法の鹿児島県での施行により、行政区画としての日置郡が発足。「市来郡役所」が湊村に設置され、阿多郡・甑島郡とともに管轄。
  - 下名村の一部が分立して串木野町となる。（1町50村）
- 明治14年（1881年）
  - 7月28日 - 鹿児島郡・谿山郡・熊毛郡・馭謨郡とともに「鹿児島郡役所」の管轄となる。
  - 上名村の一部が分立して冠岳村となる。（1町51村）
- 明治20年（1887年）5月9日 - 阿多郡とともに「伊集院郡役所」の管轄となる。

### 町村制以降の沿革

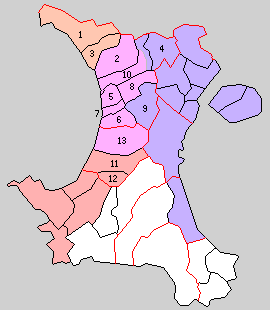
1.串木野村 2.東市来村 3.西市来村 4.郡山村 5.日置村 6.永吉村 7.吉利村 8.中伊集院村 9.上伊集院村 10.下伊集院村 11.田布施村 12.阿多村 13.伊作村（紫：鹿児島市 桃：日置市 赤：南さつま市 橙：いちき串木野市）

- 明治22年（1889年）4月1日 - 町村制の施行により、各郷に串木野村［薩摩郡1村を含む］、東市来村［市来郷のうち長里村・養母村・湯田村・伊作田村・神之川村］、西市来村［湊村・川上村・大里村］、郡山村、日置村、永吉村、吉利村、中伊集院村［伊集院郷のうち下谷口村・清藤村・猪鹿倉村・恋ノ原村・古城村・飯牟礼村・郡村・徳重村・大田村・中川村・土橋村・竹之山村］、上伊集院村［伊集院郷のうち上谷口村・福山村・春山村・石谷村・直木村・入佐村］、下伊集院村［伊集院郷のうち苗代川村・野田村・神之川村・宮田村・寺脇村・上神殿村・岳村・下神殿村・桑畑村・麦生田村・有屋田村］が発足。（10村）
- 明治30年（1897年）4月1日 - 郡制の施行のため、「伊集院郡役所」が管轄する日置郡・阿多郡の区域をもって、改めて日置郡が発足[2]。郡役所が中伊集院村に設置。田布施村・阿多村（現・南さつま市）・伊作村（現・日置市）が本郡の所属となる。（13村）
- 大正11年（1922年）
  - 4月1日 - 中伊集院村が町制施行・改称して伊集院町となる。（1町12村）
  - 12月1日 - 伊作村が町制施行して伊作町となる。（2町11村）
- 大正12年（1923年）4月1日 - 郡会が廃止。郡役所は存続。
- 大正15年（1926年）7月1日 - 郡役所が廃止。以降は地域区分名称となる。
- 昭和5年（1930年）4月1日 - 西市来村が町制施行・改称して市来町となる。（3町10村）
- 昭和10年（1935年）4月1日 - 串木野村が町制施行して串木野町となる。（4町9村）
- 昭和12年（1937年）4月1日 - 東市来村が町制施行して東市来町となる。（5町8村）
- 昭和25年（1950年）10月1日 - 串木野町が市制施行して串木野市となり、郡より離脱。（4町8村）
- 昭和30年（1955年）4月1日（5町5村）
  - 日置村・吉利村が合併して日吉町が発足。
  - 伊作町・永吉村が合併して吹上町が発足。
- 昭和31年（1956年）9月30日（7町1村）
  - 阿多村・田布施村が合併して金峰町が発足。
  - 下伊集院村が分割し、一部（有屋田・岳）が郡山村、一部（苗代川・宮田および神之川の一部[3]、寺脇の一部[4]）が東市来町、一部（神之川の一部[5]）が日吉町に編入。残部（野田、上神殿、下神殿、桑畑、麦生田および寺脇の残部）が伊集院町と合併し、改めて伊集院町が発足[6]。郡山村が即日町制施行して郡山町となる[7]。
- 昭和35年（1960年）4月1日 - 上伊集院村が町制施行・改称して松元町となる。（8町）
- 平成16年（2004年）11月1日 - 松元町・郡山町が鹿児島市に編入。（6町）
- 平成17年（2005年）
  - 5月1日 - 東市来町・伊集院町・日吉町・吹上町が合併して日置市が発足し、郡より離脱。（2町）
  - 10月11日 - 市来町が串木野市と合併していちき串木野市が発足し、郡より離脱。（1町）
  - 11月7日 - 金峰町が加世田市・川辺郡笠沙町・大浦町・坊津町と合併して南さつま市が発足。同日日置郡消滅。鹿児島県内では1897年の郡の再編以来、初の郡消滅となった。

### 変遷表
| 明治22年4月1日  | 明治22年-明治45年      | 大正元年-大正15年                | 昭和元年-昭和29年             | 昭和30年-昭和64年              | 平成元年-現在                   | 現在           |
| --------------- | ---------------------- | -------------------------------- | ----------------------------- | ------------------------------ | ------------------------------- | -------------- |
| 上伊集院村      | 上伊集院村             | 上伊集院村                       | 上伊集院村                    | 昭和35年4月1日 町制改称 松元町 | 平成16年11月1日 鹿児島市へ編入  | 鹿児島市       |
| 郡山村          | 郡山村                 | 郡山村                           | 郡山村                        | 昭和31年9月30日 町制           | 平成16年11月1日 鹿児島市へ編入  | 鹿児島市       |
| 串木野村        | 串木野村               | 串木野村                         | 昭和10年4月1日 町制           | 1950年10月1日 市制             | 平成17年10月11日 いちき串木野市 | いちき串木野市 |
| 西市来村        | 西市来村               | 西市来村                         | 昭和5年4月1日 町制改称 市来町 | 市来町                         | 平成17年10月11日 いちき串木野市 | いちき串木野市 |
| 東市来村        | 東市来村               | 東市来村                         | 昭和12年4月1日 町制           | 東市来町                       | 平成17年5月1日 日置市           | 日置市         |
| 下伊集院村      | 下伊集院村             | 下伊集院村                       | 下伊集院村                    | 伊集院町                       | 平成17年5月1日 日置市           | 日置市         |
| 中伊集院村      | 中伊集院村             | 大正11年4月1日 町制改称 伊集院町 | 伊集院町                      | 伊集院町                       | 平成17年5月1日 日置市           | 日置市         |
| 日置村          | 日置村                 | 日置村                           | 日置村                        | 昭和30年4月1日 日吉町          | 平成17年5月1日 日置市           | 日置市         |
| 吉利村          | 吉利村                 | 吉利村                           | 吉利村                        | 昭和30年4月1日 日吉町          | 平成17年5月1日 日置市           | 日置市         |
| 永吉村          | 永吉村                 | 永吉村                           | 永吉村                        | 昭和30年4月1日 吹上町          | 平成17年5月1日 日置市           | 日置市         |
| 阿多郡 伊作村   | 明治29年3月29日 日置郡 | 大正11年12月1日 伊作町           | 伊作町                        | 昭和30年4月1日 吹上町          | 平成17年5月1日 日置市           | 日置市         |
| 阿多郡 田布施村 | 明治29年3月29日 日置郡 | 田布施村                         | 田布施村                      | 昭和31年9月30日 金峰町         | 平成17年11月7日 南さつま市      | 南さつま市     |
| 阿多郡 阿多村   | 明治29年3月29日 日置郡 | 阿多村                           | 阿多村                        | 昭和31年9月30日 金峰町         | 平成17年11月7日 南さつま市      | 南さつま市     |

## 行政
歴代郡長
出典
| 代 | 氏名       | 就任年月日            | 退任年月日                 | 備考                                          |
| -- | ---------- | --------------------- | -------------------------- | --------------------------------------------- |
| 1  | 柴岡晋     | 明治20年（1887年）5月 | 明治24年（1891年）2月16日  |                                               |
| 2  | 有馬要之助 | 明治24年2月16日       | 明治30年（1897年）4月1日   | 薩摩郡長へ転任                                |
| 3  | 池田正義   | 明治30年4月1日        | 明治33年（1900年）12月28日 | 郡制施行時に鹿児島県属から転任 川辺郡長へ転任 |
| 4  | 岩脇武男   | 明治33年12月28日      | 明治38年（1905年）7月6日   | 囎唹郡長から転任 姶良郡長へ転任               |
| 5  | 中山春美   | 明治38年7月6日        | 明治42年（1909年）5月26日  | 肝属郡長へ転任                                |
| 6  | 森谷八千夫 | 明治42年5月26日       | 明治44年（1911年）10月13日 | 鹿児島県事務官補へ転任                        |
| 7  | 枝次正春   | 明治44年10月13日      | 大正6年（1917年）5月14日   | 肝属郡長へ転任                                |
| 8  | 熊野英     | 大正6年5月14日        | 大正8年（1919年）5月12日   | 薩摩郡長へ転任                                |
| 9  | 福島繁三   | 大正8年5月12日        | 大正11年（1922年）5月13日  | 鹿児島県理事官へ転任                          |
| 10 | 花田幹吉   | 大正11年5月13日       | 大正15年（1926年）6月30日  | 川辺郡長から転任 郡役所廃止により廃官         |

## 関連文献
- 鹿児島県日置郡誌（鹿兒島縣日置郡役所、1922年） - Google ブックス